# 379 (číslo)
Tři sta sedmdesát devět je přirozené číslo, které následuje po čísle tři sta sedmdesát osm a předchází číslu tři sta osmdesát. Římskými číslicemi se zapisuje CCCLXXIX a řeckými číslicemi τοθ.

## Matematika
379 je:
- Prvočíslo
- Šťastné číslo
- Součet patnácti po sobě jdoucích prvočísel (3 + 5 + 7 + 11 + 13 + 17 + 19 + 23 + 29 + 31 + 37 + 41 + 43 + 47 + 53)

## Astronomie
- (379) Huenna je binární planetka hlavního pásu, kterou objevil v roce 1894 Auguste Charlois

## Doprava
- Silnice II/379 je česká silnice II. třídy vedoucí na trase Velká Bíteš – Tišnov – Lipůvka – peáž s  – Jedovnice peáž s  – Vyškov[1][2]

## Ostatní
- +379 je mezinárodní telefonní předvolba Vatikánu

## Roky
- 379
- 379 př. n. l.